# Metanováčekite
La metanováčekite (simbolo IMA: Mnvč) è un minerale del gruppo della meta-autunite appartenente alla famiglia dei "fosfati, arseniati e vanadati" con formula chimica Mg(UO2)2(AsO4)2 • 8H2O. Da un punto di vista chimico è un arseniato acquoso di magnesio-uranile.

## Etimologia e storia
La metanováčekite è l'idrato inferiore di altri due minerali simili: la nováčekite (Mg(UO2)2(AsO4)2 • 10H2O) e l'hydronováčekite (Mg(UO2)2(AsO4)2 • 12H2O).
Il minerale prende il nome da Radim Nováček (1905-1942), mineralogista e chimico dell'Università Carolina di Praga (Repubblica Ceca).
Inizialmente il minerale era nominato metanovacekite (cioè senza segni diacritici); successivamente l'Associazione Mineralogica Internazionale (IMA) ha stabilito che i nomi dei minerali derivanti da località o nomi propri dovessero rispettare la grafia originaria e quindi il nome è stato cambiato in quello attuale.

## Classificazione
Già nell'obsoleta, ma ancora in uso, 8ª edizione della sistematica minerale di Strunz, la metanováčekite apparteneva alla classe dei "fosfati, arseniati, vanadati" e quindi alla sottoclasse dei "fosfati acquosi, arseniati e vanadati con anioni estranei", dove veniva elencata insieme ad autunite, bassetite, fritzscheite, heinrichite, kahlerite, metakirchheimerite, natrouranospinite, sabugalite, saléeite, torbernite, uramphite, uranocircite, uranospathite, uranospinite e zeunerite con le quali forma la "serie dell'uranite" con il sistema nº VII/D.20a.
Nella Sistematica dei lapis (Lapis-Systematik) di Stefan Weiß, che è stata rivista e aggiornata l'ultima volta nel 2018 e che si basa ancora su questa vecchia edizione di Strunz per considerazione verso i collezionisti privati e le collezioni istituzionali, al minerale è stato assegnato il sistema nº VII/E.01-40. In questa Sistematica ciò corrisponde alla classe "fosfati uranilici/arseniati e vanadati uranilici con [UO2]2+-[PO4]/AsO4]3− e [UO2]2+-[V2O8]6−", dove la metanováčekite insieme a hydronováčekite, nováčekite, autunite, fritzscheite, heinrichite, kahlerite, metanatroautunite, rauchite, sabugalite, saléeite, torbernite, trögerite, uranocircite, uranospinite e zeunerite forma il "gruppo dell'autunite" con il sistema nº VII/E.01.
La 9ª edizione della sistematica dei minerali di Strunz, valida dal 2001 e aggiornata dall'Associazione Mineralogica Internazionale (IMA) fino al 2024, classifica la metanováčekite nella sottoclasse "8.E Fosfati e arsenati di uranile"; questa è ulteriormente suddivisa in base al rapporto tra il complesso uranile (UO2) e il complesso fosfato, arseniato o vanadato (RO4), in modo che il minerale possa essere trovato nella suddivisione "8.EB UO2:RO4 = 1:1" in base alla sua composizione, dove forma il "gruppo dell'autunite" con il sistema nº 8.EB.10 insieme ai minerali lehnerite, bassetite, meta-autunite, metaheinrichite, metakahlerite, metakirchheimerite, metasaléeite, metatorbernite, metazeunerite, metauramphite, przhevalskite, metalodèvite, metanatroautunite, metauranocircite e metauranospinite.
Anche la classificazione dei minerali secondo Dana, utilizzata principalmente nel mondo anglosassone, classifica la metanováčekite nella categoria dei "fosfati contenenti acqua, ecc.". Qui la si può trovare insieme a nováčekite nel gruppo senza nome nº 40.02a.10 all'interno della suddivisione dei "fosfati idrati ecc., con A2+(B2+)2(XO4) • x(H2O), con (UO2)2+".

## Abito cristallino
La metanováčekite cristallizza nel sistema tetragonale nel gruppo spaziale P4/n (gruppo nº 85) con i parametri reticolari a = 7,16 Å e c = 8,58 Å, e con una unità di formula per cella unitaria.

## Proprietà chimiche e fisiche
La metanováčekite è solubile negli acidi.
Sotto la luce ultravioletta presenta fluorescenza di colore giallo-verdina; ha una durezza Mohs peri a 2,5, quindi può essere facilmente graffiata dall'unghia di un dito.

## Origine e giacitura
La metanováčekite è un minerale piuttosto raro ed è stata trovata solo in pochi siti.
In Europa è stata rinvenuta a Jáchymov e a Javorník (Repubblica Ceca); a Bonneville (in Alta Savoia)e a Lodève (in Occitania), entrambe in Francia; in Germania il minerale è stato trovatto a Ortenaukreis, Rottweil e nella regione del Baden-Baden, tutti nel Baden-Württemberg; a Donnersbergkreis nella Renania-Palatinato; sui Monti Metalliferi in Sassonia.
In Spagna ci sono stati ritrovamenti a Salamanca e in Svizzera a Goms e Saint-Maurice, entrambi nel Canton Vallese; in Gran Bretagna a St Just (in Cornovaglia).
Fuori dall'Europa la metanováčekite è stata rinvenuta in Canada (bacino del lago Athabasca); in Marocco (provincia di Zagora); nelle contee di Gila (Arizona), Northampton (Pennsylvania) e Harding (Dakota del Sud), tutte negli Stati Uniti.